# Laboule
Pour l’article ayant un titre homophone, voir La Boule.
Laboule (occitan La Bola) est une commune française, située dans le département de l'Ardèche en région Auvergne-Rhône-Alpes.
Il s'agit d'un modeste village rural situé dans un secteur de moyenne montagne positionné au cœur de la Cévenne ardéchoise et ses habitants sont appelés les Boularains.

## Géographie

### Situation et description

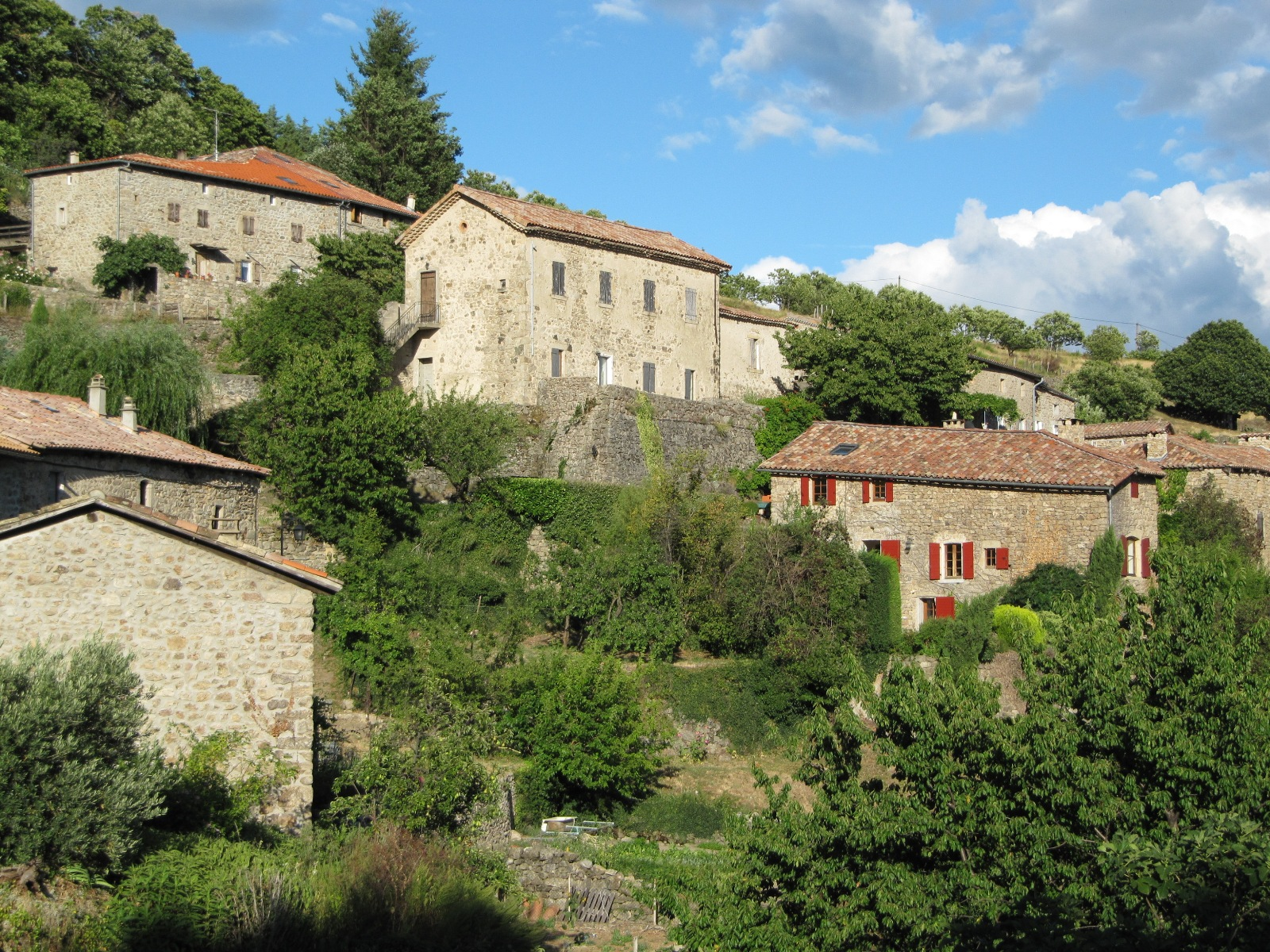
Le village vu de la place.

Le village de Laboule est perché à 680 mètres d'altitude, au pied du massif du Tanargue. Il est situé dans le Pays de la Beaume-Drobie, dans le canton de Valgorge, au sud-ouest de l'Ardèche. La plus grande ville à proximité de Laboule est Aubenas, située à environ 36 kilomètres au nord-est.

### Communes limitrophes
Laboule est limitrophe de cinq communes, toutes situées dans le département de l'Ardèche, à savoir : 
- Beaumont et Valgorge, localités sises dans le canton de Valgorge et associées par la communauté de communes du Pays Beaume-Drobie ;
- Rocles, village situé dans le canton de Largentière et membre de la communauté de communes du Pays Beaume-Drobie ;
- La Souche et Jaujac, municipalités comprises dans le canton de Thueyts et appartenant à la Source de l'Ardèche.

Ces communes sont réparties géographiquement de la manière suivante :

### Géologie et relief
Laboule comprend sur le nord de son territoire une partie de l'adret du massif du Tanargue.

### Hydrographie
Deux rivières traversent le village : la rivière de la Beaume et la rivière de Salindre. Plusieurs ruisseaux prennent leurs sources sur les pentes du Tanargue jusqu'à rejoindre l'une ou l'autre de ces rivières.

### Climat
Pour des articles plus généraux, voir Climat d'Auvergne-Rhône-Alpes et Climat de l'Ardèche.
En 2010, le climat de la commune est de type climat méditerranéen franc, selon une étude du CNRS s'appuyant sur une série de données couvrant la période 1971-2000. En 2020, Météo-France publie une typologie des climats de la France métropolitaine dans laquelle la commune est exposée à un climat de montagne ou de marges de montagne et est dans la région climatique Sud-est du Massif Central, caractérisée par une pluviométrie annuelle de 1 000 à 1 500 mm, minimale en été, maximale en automne.
Pour la période 1971-2000, la température annuelle moyenne est de 10 °C, avec une amplitude thermique annuelle de 16,7 °C. Le cumul annuel moyen de précipitations est de 1 678 mm, avec 9,1 jours de précipitations en janvier et 5,3 jours en juillet. Pour la période 1991-2020, la température moyenne annuelle observée sur la station météorologique de Météo-France la plus proche, « Croix Millet », sur la commune de Prunet à 8 km à vol d'oiseau, est de 11,6 °C et le cumul annuel moyen de précipitations est de 1 590,2 mm,. Pour l'avenir, les paramètres climatiques de la commune estimés pour 2050 selon différents scénarios d'émission de gaz à effet de serre sont consultables sur un site dédié publié par Météo-France en novembre 2022.

## Urbanisme

### Typologie
Au 1er janvier 2024, Laboule est catégorisée commune rurale à habitat très dispersé, selon la nouvelle grille communale de densité à 7 niveaux définie par l'Insee en 2022.
Elle est située hors unité urbaine et hors attraction des villes,.

### Occupation des sols
L'occupation des sols de la commune, telle qu'elle ressort de la base de données européenne d’occupation biophysique des sols Corine Land Cover (CLC), est marquée par l'importance des forêts et milieux semi-naturels (99 % en 2018), une proportion identique à celle de 1990 (99 %). La répartition détaillée en 2018 est la suivante : 
forêts (53,2 %), milieux à végétation arbustive et/ou herbacée (45,8 %), zones agricoles hétérogènes (1 %).
L'évolution de l’occupation des sols de la commune et de ses infrastructures peut être observée sur les différentes représentations cartographiques du territoire : la carte de Cassini (XVIIIe siècle), la carte d'état-major (1820-1866) et les cartes ou photos aériennes de l'IGN pour la période actuelle (1950 à aujourd'hui).

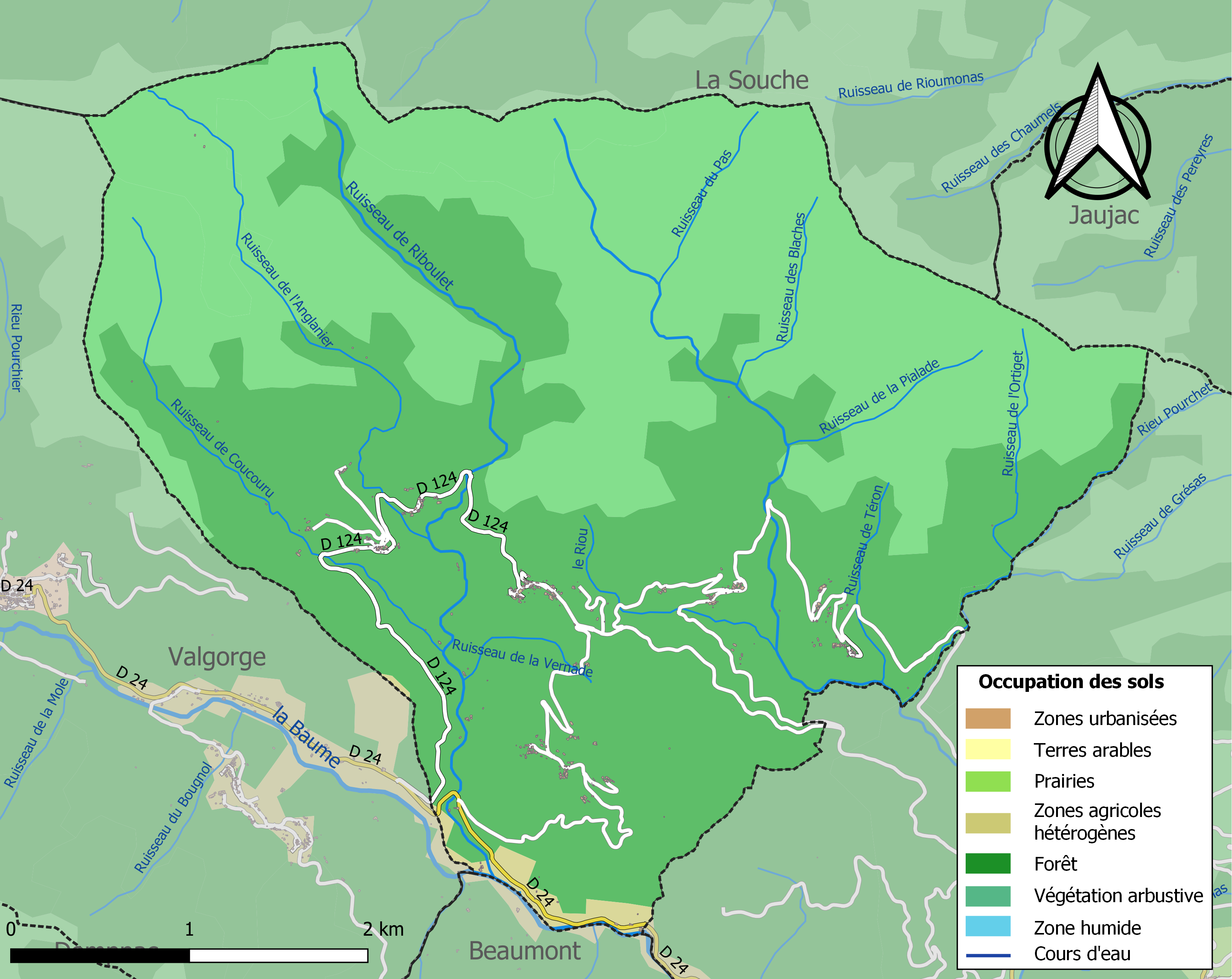
Carte des infrastructures et de l'occupation des sols de la commune en 2018 (CLC).

### Lieux-dits, hameaux et écarts
La localité est composée d'un chef-lieu : Laboule (Le Village), où se situe la mairie, et de plusieurs hameaux, comme les Abriges, le Brau, le Monteil, le Rieu, le Sahut, le Serre, Valos et Valousset.

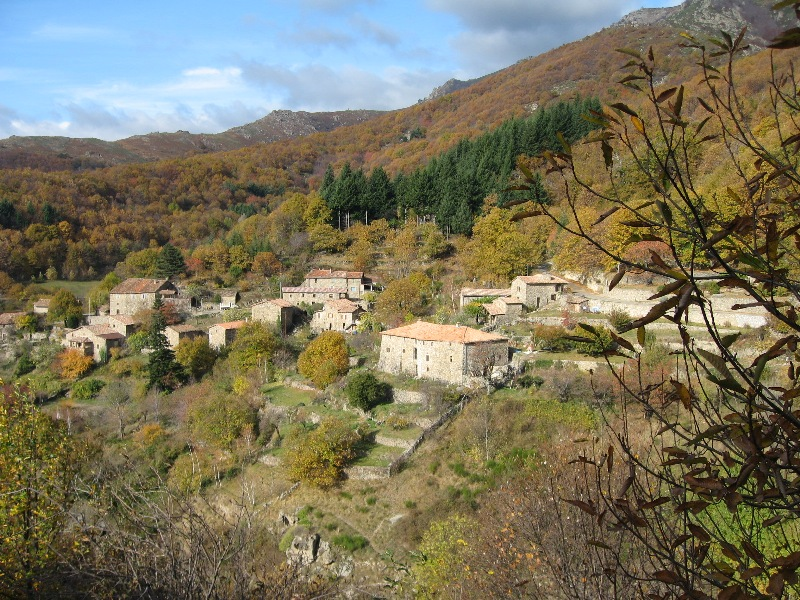
Hameau des Abriges.
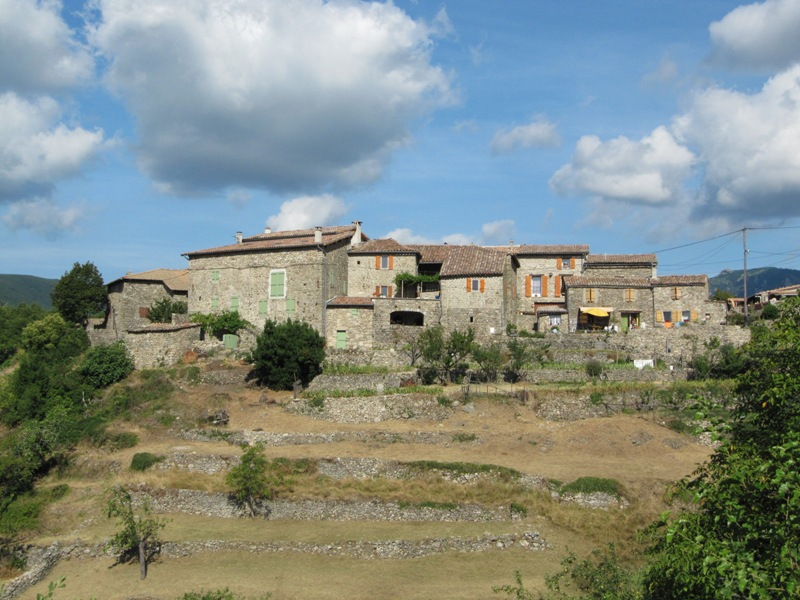
Hameau du Monteil.
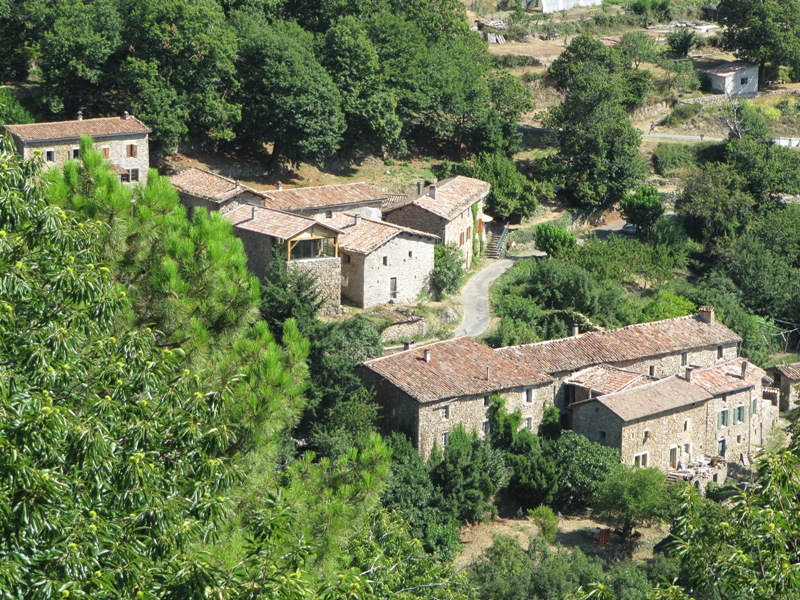
Hameau de Valos.
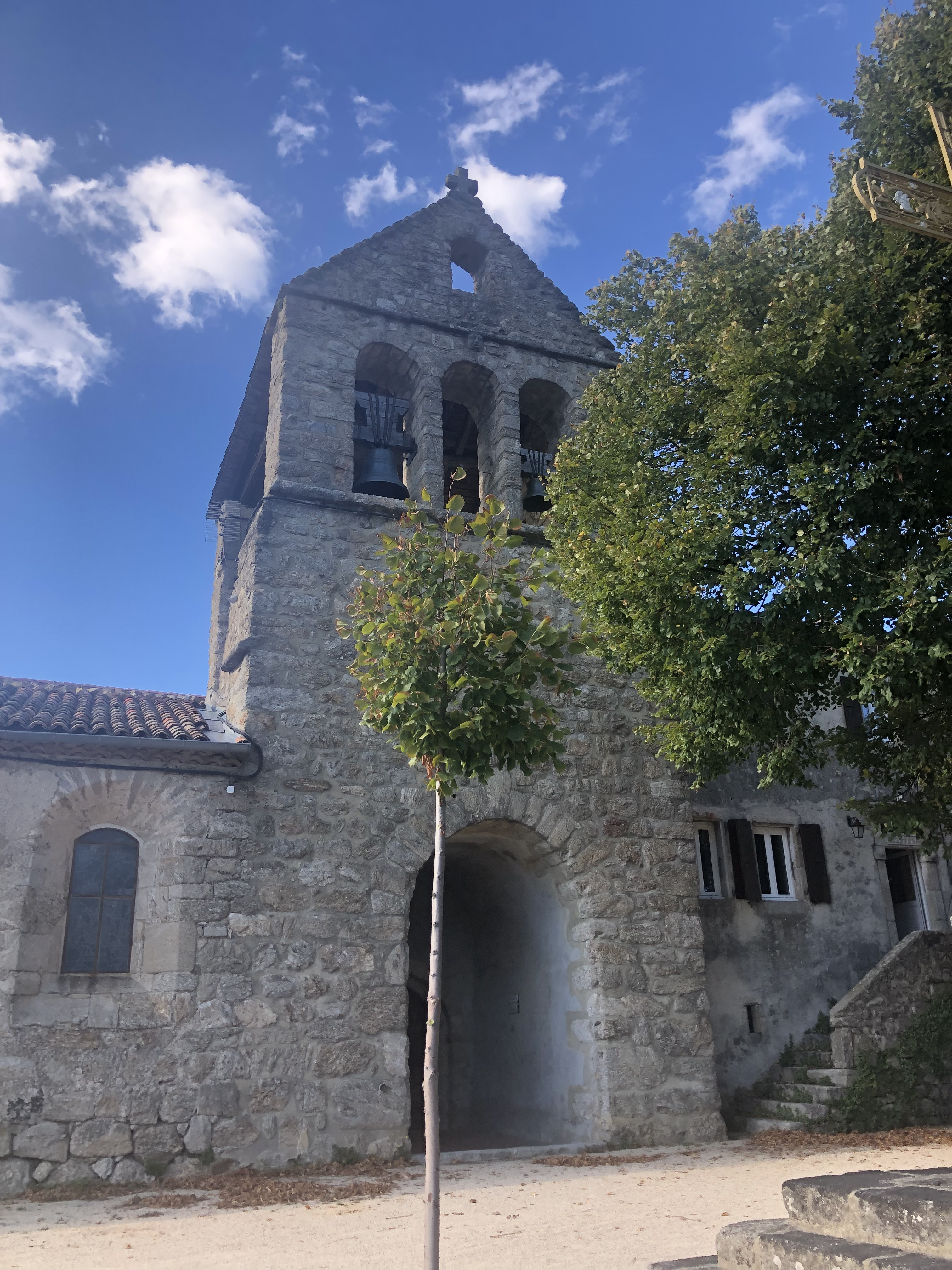
Façade, portail et clocher

### Risques naturels

#### Risques sismiques
L'ensemble du territoire de la commune de Laboule est situé en zone de sismicité no 2 (sur une échelle de 5), comme la plupart des communes situées sur le plateau et la montagne ardéchoise.
| Type de zone | Niveau           | Définitions (bâtiment à risque normal) |
| ------------ | ---------------- | -------------------------------------- |
| Zone 2       | Sismicité faible | accélération = 1,1 m/s2                |

## Toponymie
Attesté sous la forme mansus de Bola en 1464.
L'abbé Gineste, curé de Laboule au XIXe siècle, avait réuni de nombreuses informations sur le village entre le XVIIe et le XIXe siècle et pour lui l'origine de Laboule venait du mot bouleau. Or le mot bouleau vient du mot gaulois betua ou du mot latin betula qui peut se retrouver dans d'autres lieux ardéchois, comme le Bez. Cette erreur fut longtemps répétée et il est plus probable que Laboule vient plutôt de bola (« la limite » ou « la borne ») en occitan. Cette origine toponymique peut s'appuyer sur plusieurs éléments. D'une part les estimes de 1464 parlent d'une Mansus de Bola et d'autre part le cadastre dit napoléonien de 1842 indique le nom du village sous la forme de La Boule. De plus Laboule était considérée comme la limite entre les mandements de Valgorge et de Joannas jusqu'au XVIIIe siècle. Enfin le col qui permet d'aller de Laboule à Champussac ou Valos s'appelle la pierre plantée. Une pierre sûrement, comme dans d'autres territoires en France, sous forme d'une boule. En Ardèche on retrouve aussi deux toponymes intéressants : la Pierre plantée à Faugères et le village de Borne qui peuvent confirmer l'utilisation fréquente de marquages sous forme de pierres. Laboule vient donc de la Borne.

## Histoire
À l'origine, le lieu de « La Boulle » était rattaché à la commune de Valgorge, qui dépendait du diocèse de Viviers.
En 1733, Valos et Valousset sont séparés de Joannas pour former la nouvelle paroisse de Laboule.
Le 25 août 1733, l'évêque de Viviers inaugure l'église de la paroisse de La Boulle dont la construction vient de s'achever. Elle est placée sous le patronage de l'Immaculée Conception de la Sainte Vierge et reçoit dès lors le nom de « Notre-Dame de La Boulle ».
Le 31 décembre 1774 se tient une ordonnance des États de la province du Languedoc par laquelle, à la demande des habitants qui estimaient être un nombre suffisant d'habitants contribuables, Laboule (à l'époque « la Boulle ») fut séparée du mandement de Valgorge et Valos (à l'époque « Vallos ») du mandement de Joannas pour être réunis en un seul mandement. Il était donc alors envoyé aux habitants de ces lieux une « mande » séparée de celle de Valgorge et Joannas.
En 1790, la création de la commune de Laboule confirme le détachement d'avec Valgorge.

### Administration municipale

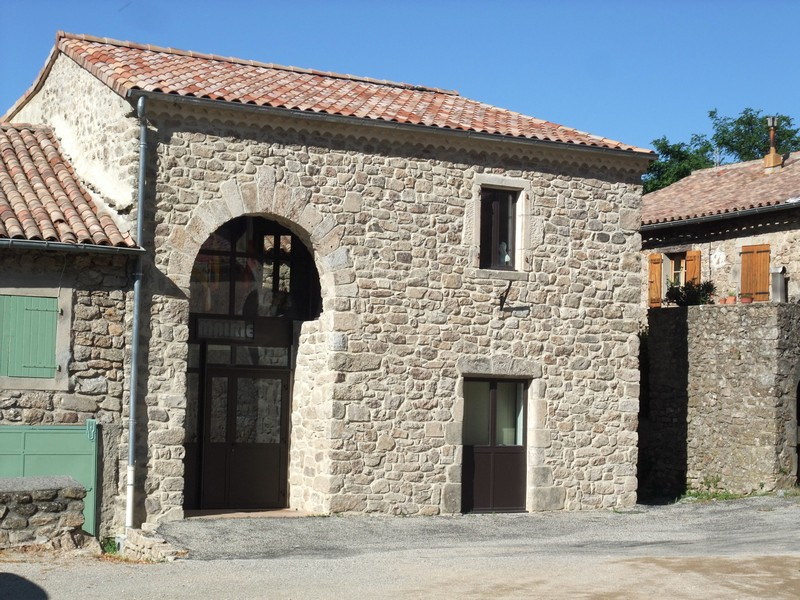
La mairie.

## Politique et administration

### Liste des maires
| Période                                  | Période                   | Identité            | Étiquette | Qualité |
| ---------------------------------------- | ------------------------- | ------------------- | --------- | ------- |
| Les données manquantes sont à compléter. |                           |                     |           |         |
|                                          |                           | M. Chabrol          |           |         |
|                                          |                           | Raymond Serret      |           |         |
| avant 1988                               |                           | Pierre Mellet       |           |         |
|                                          |                           | Pierre Monnier      |           |         |
| mars 2001                                | mars 2008                 | Jean-Pierre Caretti |           |         |
| mars 2008                                | mars 2014                 | Denise Ferrari      |           |         |
| mars 2014 (réélue en 2020)               | En cours (au 6 août 2020) | Françoise Gallet,   |           |         |

## Population et société

### Démographie

#### Évolution de la population
L'évolution du nombre d'habitants est connue à travers les recensements de la population effectués dans la commune depuis 1793. Pour les communes de moins de 10 000 habitants, une enquête de recensement portant sur toute la population est réalisée tous les cinq ans, les populations de référence des années intermédiaires étant quant à elles estimées par interpolation ou extrapolation. Pour la commune, le premier recensement exhaustif entrant dans le cadre du nouveau dispositif a été réalisé en 2004.

En 2022, la commune comptait 144 habitants, en évolution de +8,27 % par rapport à 2016 (Ardèche : +2,48 %, France hors Mayotte : +2,11 %).
| 1793 | 1800 | 1806 | 1821 | 1831 | 1836 | 1841 | 1846 | 1851  |
| ---- | ---- | ---- | ---- | ---- | ---- | ---- | ---- | ----- |
| 720  | 693  | 781  | 825  | 947  | 969  | 975  | 989  | 1 000 |

| 1856 | 1861 | 1866 | 1872 | 1876 | 1881 | 1886 | 1891 | 1896 |
| ---- | ---- | ---- | ---- | ---- | ---- | ---- | ---- | ---- |
| 930  | 925  | 956  | 960  | 889  | 836  | 808  | 781  | 752  |

| 1901 | 1906 | 1911 | 1921 | 1926 | 1931 | 1936 | 1946 | 1954 |
| ---- | ---- | ---- | ---- | ---- | ---- | ---- | ---- | ---- |
| 772  | 769  | 706  | 617  | 500  | 402  | 403  | 323  | 229  |

| 1962 | 1968 | 1975 | 1982 | 1990 | 1999 | 2004 | 2006 | 2009 |
| ---- | ---- | ---- | ---- | ---- | ---- | ---- | ---- | ---- |
| 145  | 127  | 92   | 111  | 108  | 112  | 132  | 138  | 142  |

| 2014 | 2019 | 2022 | - | - | - | - | - | - |
| ---- | ---- | ---- | - | - | - | - | - | - |
| 142  | 145  | 144  | - | - | - | - | - | - |

#### Pyramide des âges
En 2021, le taux de personnes d'un âge inférieur à 30 ans s'élève à 20,7 %, soit en dessous de la moyenne départementale (29,7 %). À l'inverse, le taux de personnes d'âge supérieur à 60 ans est de 39,3 % la même année, alors qu'il est de 32,8 % au niveau départemental.
En 2021, la commune comptait 76 hommes pour 69 femmes, soit un taux de 52,41 % d'hommes, légèrement supérieur au taux départemental (48,78 %).
Les pyramides des âges de la commune et du département s'établissent comme suit :
| Hommes | Classe d’âge | Femmes |
| ------ | ------------ | ------ |
| 2,6    | 90 ou +      | 0,0    |
| 13,2   | 75-89 ans    | 13,0   |
| 25,0   | 60-74 ans    | 24,6   |
| 21,1   | 45-59 ans    | 23,2   |
| 19,7   | 30-44 ans    | 15,9   |
| 6,6    | 15-29 ans    | 8,7    |
| 11,8   | 0-14 ans     | 14,5   |

| Hommes | Classe d’âge | Femmes |
| ------ | ------------ | ------ |
| 1      | 90 ou +      | 2,5    |
| 9      | 75-89 ans    | 11,4   |
| 20,8   | 60-74 ans    | 21,1   |
| 21,2   | 45-59 ans    | 20,3   |
| 16,9   | 30-44 ans    | 16,5   |
| 14,2   | 15-29 ans    | 12,6   |
| 17     | 0-14 ans     | 15,6   |

### Enseignement
La commune est rattachée à l'académie de Grenoble.

### Médias
La commune est située dans la zone de distribution de deux organes de la presse écrite :
- L'Hebdo de l'Ardèche

Il s'agit d'un journal hebdomadaire français basé à Valence et diffusé à Privas depuis 1999. Il couvre l'actualité de tout le département de l'Ardèche.
- Le Dauphiné libéré

Il s'agit d'un journal quotidien de la presse écrite française régionale distribué dans la plupart des départements de l'ancienne région Rhône-Alpes, notamment l'Ardèche. La commune est située dans la zone d'édition d'Aubenas.

### Cultes
L'église paroissiale et les membres de la communauté catholique qui résident dans la commune sont rattachés à la paroisse Sainte Thérèse des Cévennes, elle-même rattachée au diocèse de Viviers.

## Culture locale et patrimoine

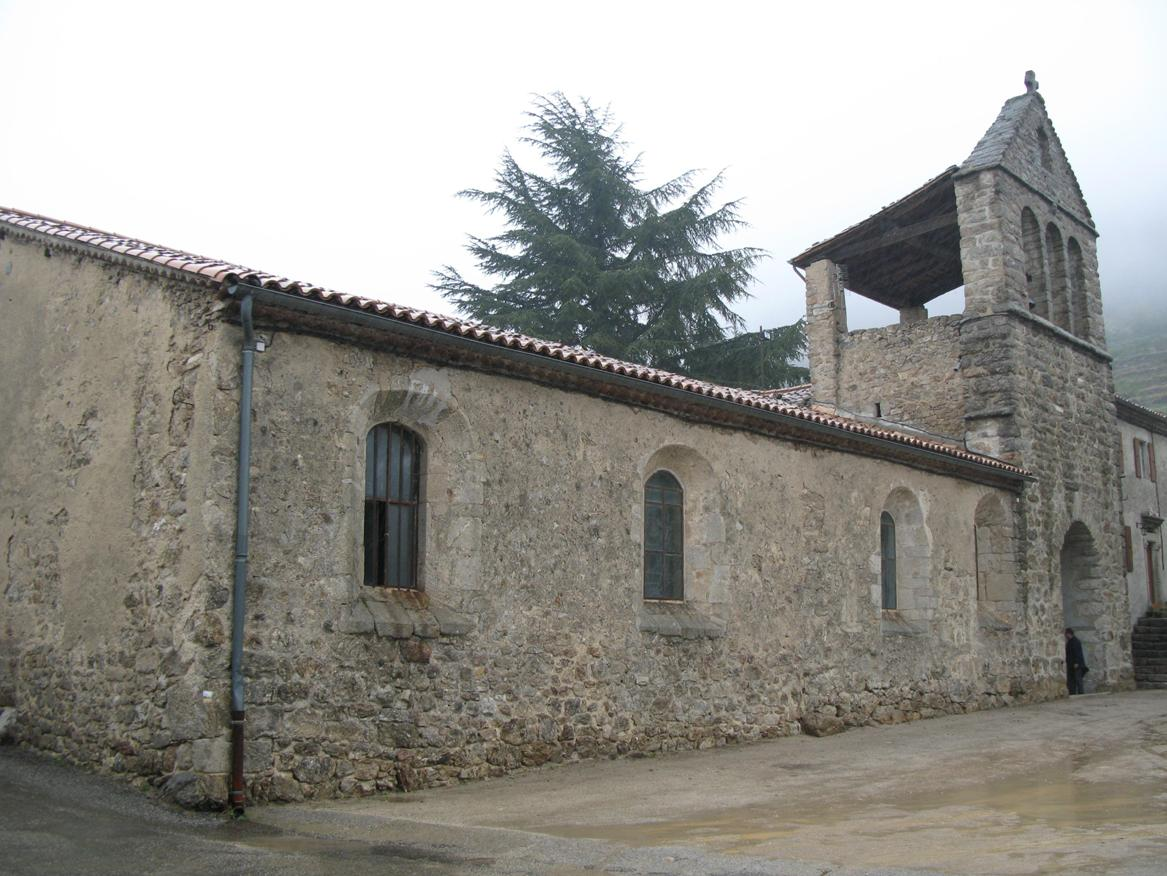
Église de Laboule

### Lieux et monuments
- Église Notre-Dame-de-l'Immaculée-Conception de Laboule : Une association s'occupe depuis 2007 de la restauration et de l'embellissement de l'église, ainsi que de l'organisation de manifestations culturelles en son sein.

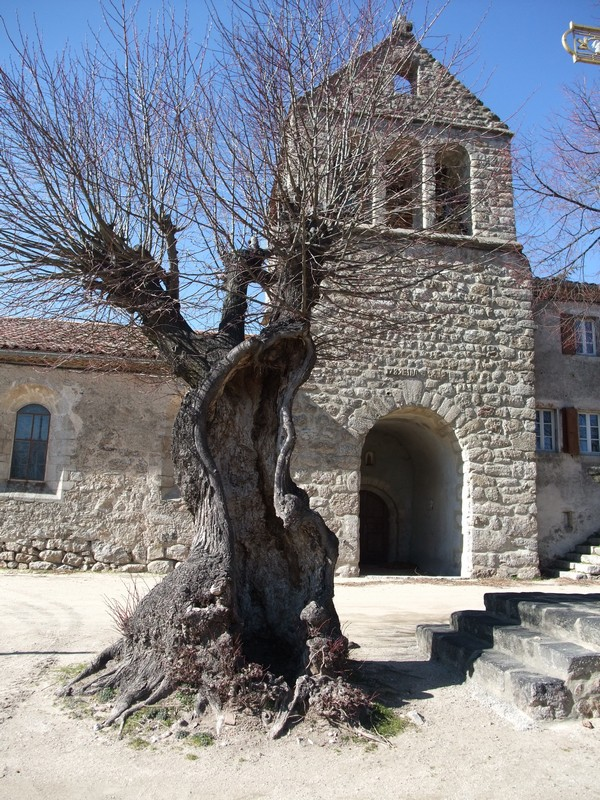
L'église.
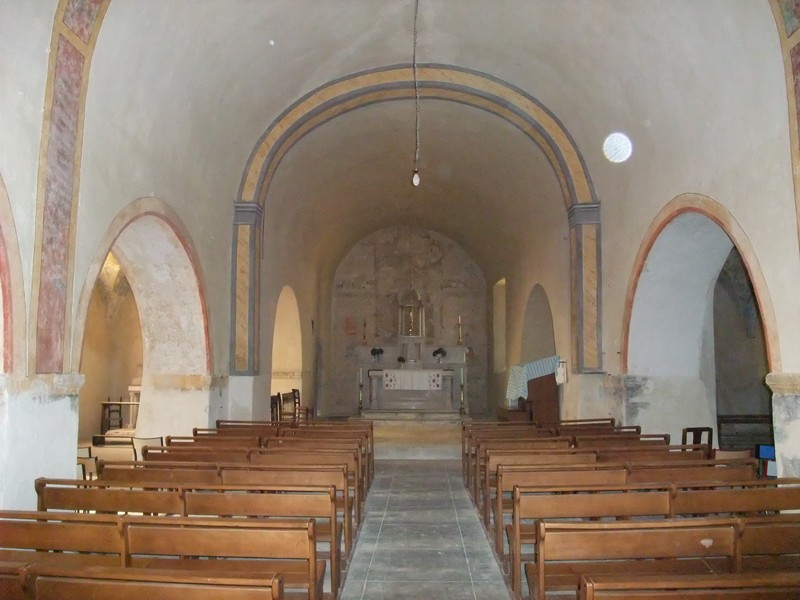
L'intérieur de l'église.

### Artisanat d'art
La commune est le siège de plusieurs artisans d'art :
un sculpteur verrier, un sculpteur sur bois, un créateur de poterie céramique et un créateur de bijoux contemporains. Mais également une gastronomie locale avec sa boulangerie artisanale.

### Héraldique
|  | Laboule possède des armoiries dont l'origine et le blasonnement exact ne sont pas disponibles. |